# Ghenadie Olexici
titlul legăturii
 Ghenadie Olexici  (n. 23 august 1978, la Chișinău) este un fost fotbalist profesionist din Republica Moldova. Ultima dată el a evoluat la echipa Milsami Orhei din Divizia Națională.

## Cariera internațională
Ghenadie Olexici a jucat 42 de meciuri pentru echipa națională de fotbal a Moldovei.